# Center for Journalistik (Syddansk Universitet)
Center for Journalistik er et center under Institut for Statskundskab ved Syddansk Universitet. Centret, der er beliggende på universitetets campus i Odense, udbyder forskning og uddannelse inden for journalistik.

## Indretning og organisering
Center for Journalistik optager hvert år 100 studerende på bacheloruddannelsen og ca. 150 studerende (status: 2020) på centrets to kandidatuddannelser, en cand.public.  til studerende med en bachelor i Journalistik og en cand.mag. i Journalistik til studerende med andre bacheloruddannelser. Dermed er centret den andenstørste journalistuddannelse efter Danmarks Journalisthøjskole. Desuden udbydes journalistiske efteruddannelseskurser samt journalistiske arbejdspladskurser.
Der er omtrent 40 forskere og undervisere ansat på centret, som ledes af professor Peter Bro.
Fyens Stiftstidendes Fellowship tildeles hvert år en dygtig journalist eller redaktør, der kan bidrage til udviklingen af fremtidens journalister. Flere fellowshipmodtagere har således under deres ophold skrevet bøger, holdt seminarer for branchens udøvere og på andre måder bidraget til at dele ud af deres ny erhvervede viden overfor den bredere kreds af kommende og nuværende journalister og redaktionelle ledere. Fyens Stiftstidende Fellowship på Syddansk Universitet fungerer som et legat på en halv million kroner.
Centrets øverste myndighed er en styrelse , som chefredaktør på Politiken, Christian Jensen, er formand for. Styrelsen har også ansvar for at vælge Fyens Stiftstidende Fellow hvert år. 

## Baggrund for etableringen
Syddansk Universitet oprettede i lighed med Roskilde Universitet journalistuddannelsen i 1998 efter en politisk beslutning om, at Danmarks Journalisthøjskoles monopol på uddannelse af journalister i Danmark skulle brydes med det formål at skabe mere mangfoldighed inden for journalistfaget. Center for Journalistik har siden oprettelsen markeret sig med flere nyskabelser inden for faget, bl.a. journalistprisen Fyens Stiftstidende Fellowship, Mediacamp  arbejdspladskurser, arbejde med Fremtidens Uddannelser samt indførelsen af et journalistløfte efter forbillede fra lægeløftet.

## Nuværende og tidligere centerledere
- Peter Bro (siden april 2010)
- Per Knudsen (januar-august 2009)
- Troels Mylenberg (2005-2008)
- Niels Krause-Kjær (2004-2005)
- Jørn Henrik Petersen (1998-2004)

## Nuværende og tidligere fellows
- Anders C. Østerby (2020)
- Andreas Marcmann Andreassen (2019)
- Line Vaaben (2018)
- Pierre Collignon (2017)
- Jan Birkemose (2016)
- Aslak Gottlieb (2015-2016)
- Nikolai Thyssen (2014)
- Pernille Tranberg (2013)
- Charlotte Aagaard (2012)
- Kurt Westh Nielsen (2011)
- Jesper Tynell (2010)
- Jakob Elkjær (2009)
- Per Knudsen (2008)
- Mette Davidsen-Nielsen (2007)
- Jens Olaf Jersild (2006)

## Lixen - Center for Journalistiks studenteravis
Lixen er Center for Journalistiks studenteravis på Syddansk Universitet, hvor de journaliststuderende skriver om journalistbranchen, dens mennesker og dens tendenser. Avisen har et oplag på ~500 aviser, som kan findes på Medietorvet, de journaliststuderendes værested på Syddansk Universitet, og som sendes rundt til medier landet over. Der udkommer mellem 4 og 8 aviser årligt - afhængig af redaktionen bag, som skifter hvert år.
Lixen blev i 2000 oprettet som en pendant til DMJX's studenteravis Illustreret Bunker og RUC's tidligere journalist-studenteravis Bermuda.
| Årstal      | Chefredaktører                                                          |
| ----------- | ----------------------------------------------------------------------- |
| 2023 - 2024 | Alex Martin Andersen Horan Sonny Majeske Kastberg                       |
| 2022 - 2023 | Sebastian C. Christensen Benjamin Jungdal                               |
| 2021 - 2022 | Camille Koeller Juliane Sigurdsson                                      |
| 2020 - 2021 | Hedvig Høgh-Olesen Thomas Florin                                        |
| 2019 - 2020 | Karen Mathilde Møller Teitur Larsen                                     |
| 2018 - 2019 | Julie Schneider Marie Nissen                                            |
| 2018        | Martin Bahn Rasmus Friis                                                |
| 2017        | Mikkel Hamann Jensen Alexander Berg Jensen                              |
| 2016        | Amalie Christina Klitgaard Lukas Bjerg                                  |
| 2015        | Laura Møller Kretz Malthe Rygaard                                       |
| 2014        | Jane Grønning Josephine Fogsgaard                                       |
| 2013        | Søren Martin Olsen Carl-Emil Søe                                        |
| 2012        | Christine Brink Kristian Corfixen                                       |
| 2011        | Simone Agger Christine Landry Brandt Sarah Andersen                     |
| 2010        | Rikke Gredsted Seidenfaden Lise Karlshøj Ipsen Natasha Nomathemba Dyasi |
| 2009        | Johan Bertil Winther Morten Bang Thomas Askjær                          |
| 2002        | Lea Korsgaard                                                           |